# Savignyplatz

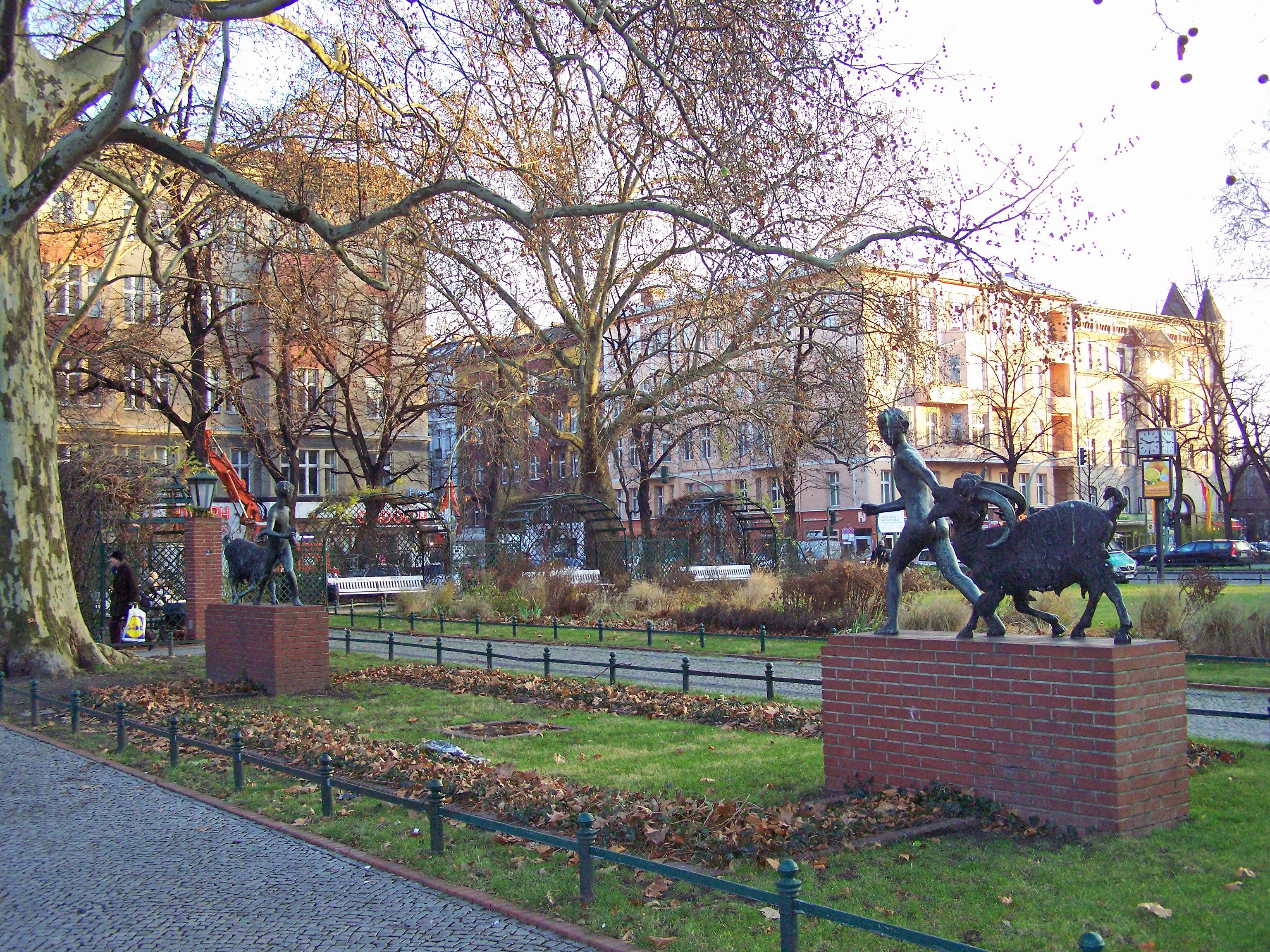
Savignyplatz

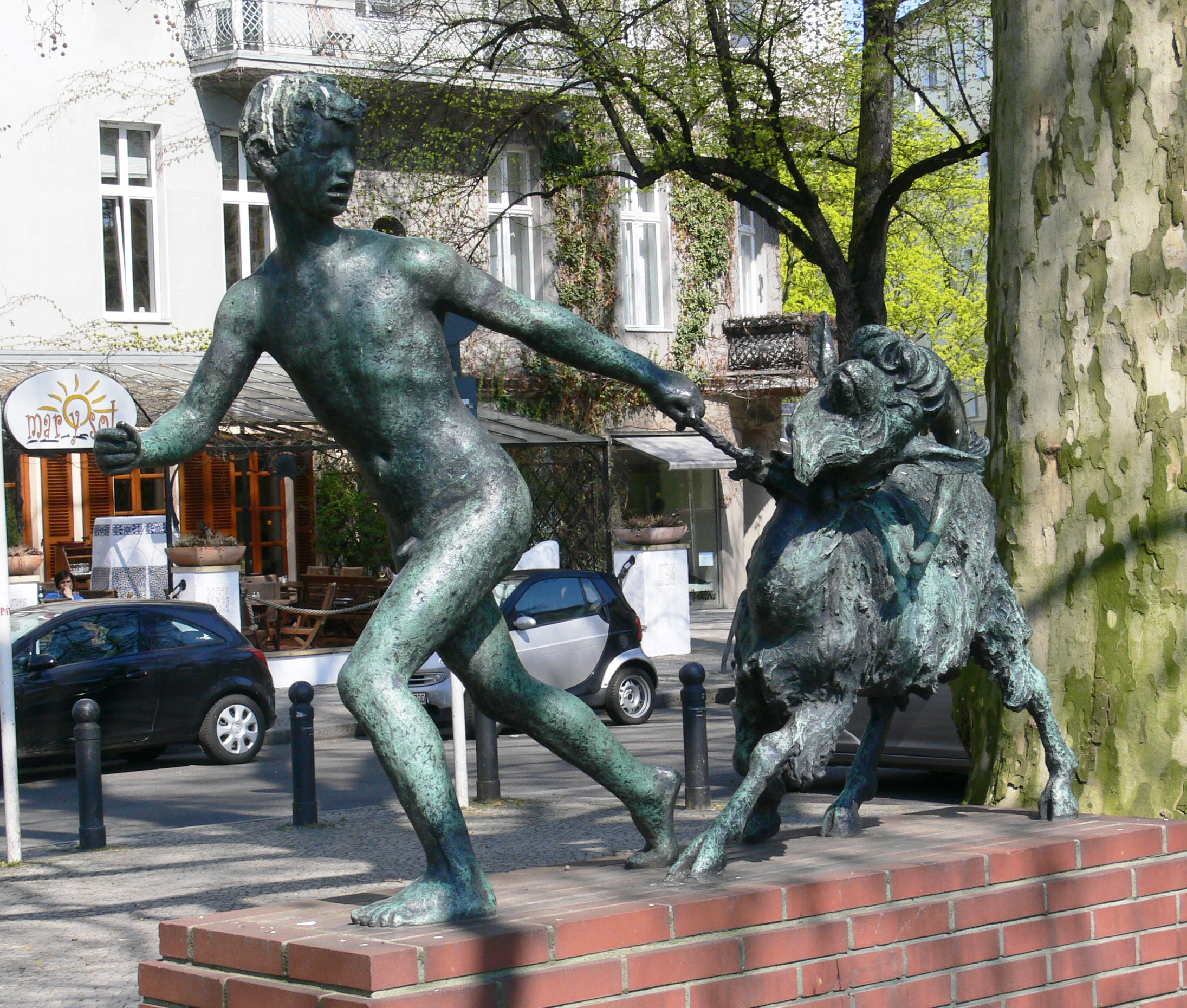
Staty på Savignyplatz

Savignyplatz är ett torg i stadsdelen Charlottenburg i Berlin. Torget skapades efter James Hobrechts plan från 1861. Den har fått sitt namn efter juristen Friedrich Karl von Savigny. Savignyplatz station som ligger i närheten öppnades 1896 och trafikeras av S-bahn.